# 短パン

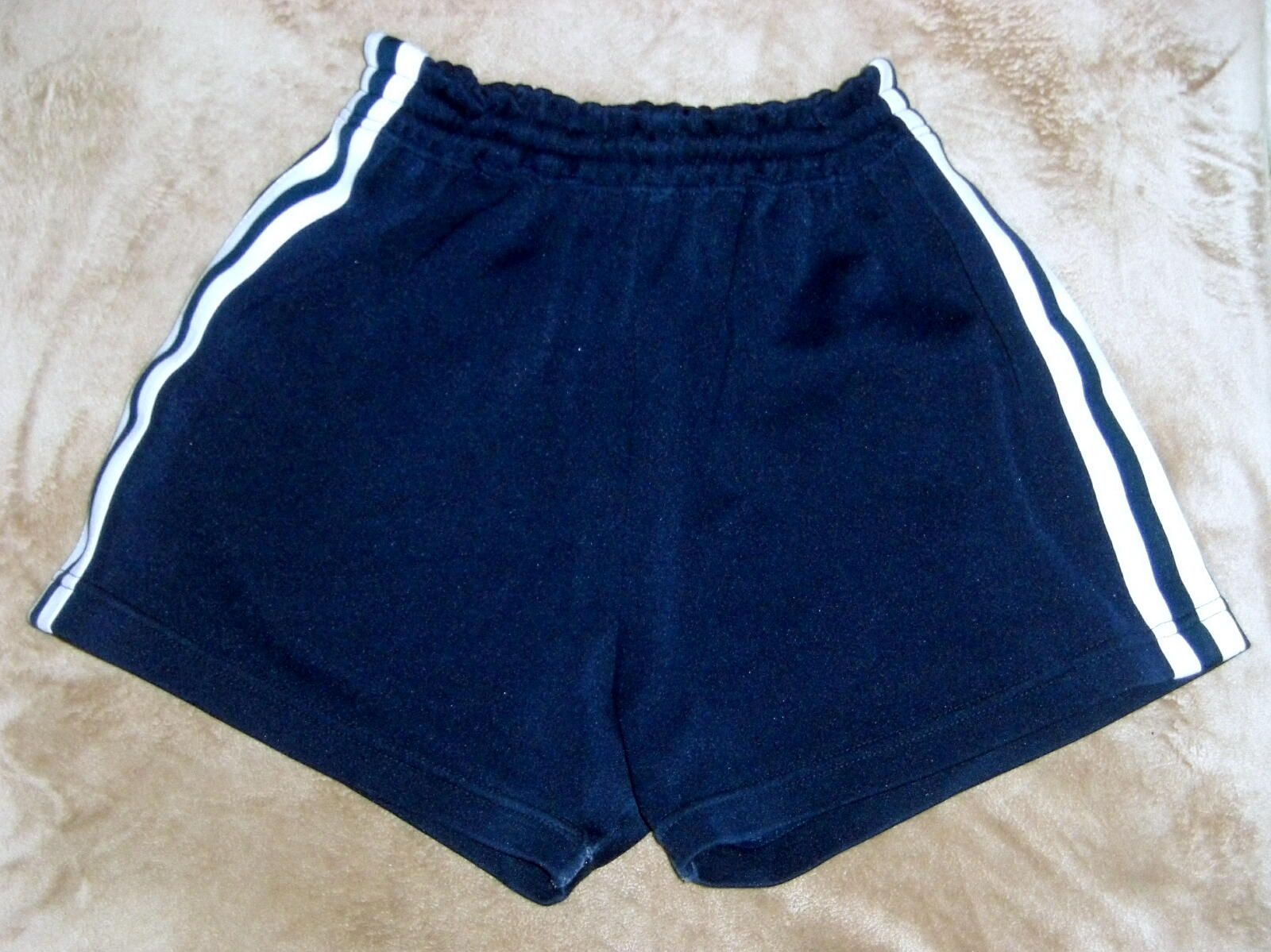
ジャージーの短パン

短パン（たんパン）とは、比較的丈の短いズボンの俗称。丈が膝上のショートパンツやホットパンツ、半ズボン、また丈が膝下のハーフパンツなども含めて「短パン」と総称される場合がある。英語においては「ショートパンツ」(short pants) と同義語。

## 概要
由来としては、本来は男児用の「半ズボン」を指す語句であるが、現代における普段着としては性差や年齢を問わずに着用される「短いズボン」を指す総称として用いられる。
裾の丈は、長いものでは膝丈程度から、短いものでは股下がほとんどないものまであり、ハーフパンツ・ホットパンツなどを含む。
用途的には、スポーツやトレーニング用のスポーツウェア、またはリゾート用のカジュアルな衣服であるが、熱帯地方ではフォーマルウェアとして用いられる場合もある。

## 体操着としての短パン
短パンは男子の体操着として採用されてきた。丈の短いショートパンツを指して「短パン」といったが、現在はハーフパンツを指すことも多い。
男子はトランクス、女子（一部の学校を除く）はブルマーが用いられていたが、1990年代半ば以降にブルマーの淘汰が進むとともに、男女ともハーフパンツを採用する学校が主流になった。

### クォーターパンツ
ブルマーが廃止になってから、2-3分丈の「クォーターパンツ」を採用している学校もある。ハーフパンツとクォーターパンツが指定体操着とされている場合もある。

### スポーマー
「スポーマー」の構造や丈は短パンとほぼ変わらないが、布地は柔軟なポリエステル素材でつくられている点が特徴と言える。色は主に濃紺が用いられるが、それ以外に白やえんじ色、青、緑などもある。学校によっては男子だけでなく女子にも指定体操着として採用されている場合もある。素材が化学繊維である事から、着衣水泳の際に使用している学校もある。

## 長さによる分類の例
それぞれの裾丈には厳密な定義がないため、以下はおおよその目安である。
- ホットパンツ - 0-1分丈、裾がほとんどない極端に短いもの[1]。おもに女性用。
- 半ズボン - 5分丈未満、裾が膝より短く、おもに男児用の子供服を指す[要出典]。
- ショートパンツ - おおむね1-3分丈のものを指す[要出典]。
- クォーターパンツ - 2-3分丈程度[要出典]。
- ハーフパンツ - 4-6分丈程度[要出典]。スリークォーターパンツより短く、クォーターパンツより長い、中間的なものの総称[要出典]。
- カプリパンツ・クロップドパンツ・スリークォーターパンツ- 7-8分丈[要出典][2]、おもに女性用。厳密には長さによる分類ではなく特定の形態を指すが、「カプリ丈」・「クロップド丈」などとして使用される場合もある。スリークォーター=3/4→7.5分丈。
- 長ズボン - 10分丈、踝の下までの裾丈[2]。基本的には脚をすべて覆って肌が露出しないもの指す。

## ショーツの種類
オースチンショーツ
テニス用のショーツ。名称はテニスプレイヤーのヘンリー・オースチンに由来する。
サイクリングショーツ／サイクリングパンツ
自転車競技の選手が穿く、膝上丈のタイトなショーツ。肌に密着する柔軟で薄い素材が使用されるため、実質的には「スパッツ」に近い。
バミューダショーツ／バミューダパンツ
膝丈程度のショーツ。バミューダ諸島の伝統的衣装をその発祥とする。
ボードショーツ
水着のショーツ。おもに男性用で、膝丈程度。名称はサーフボーダーが着用していた事に由来する。
サーファーショーツとも呼ばれるほか、サーフパンツやサーフトランクスとも呼ばれ、ジャムズの呼称もある。
ボクサーショーツ／ボクサーパンツ／ボクサートランクス
ボクサーが穿くようなショーツ。また、形状から「トランクス」と呼ばれることもある。
ショートショーツ
非常に丈が短いショーツ。中にはTバックのように短いものもある。

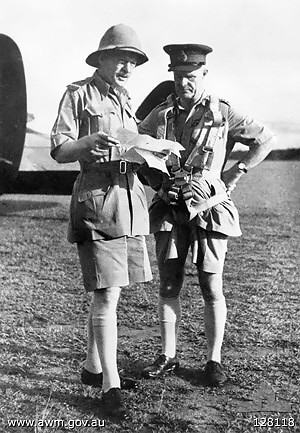
軍服のショーツ（バミューダショーツ）
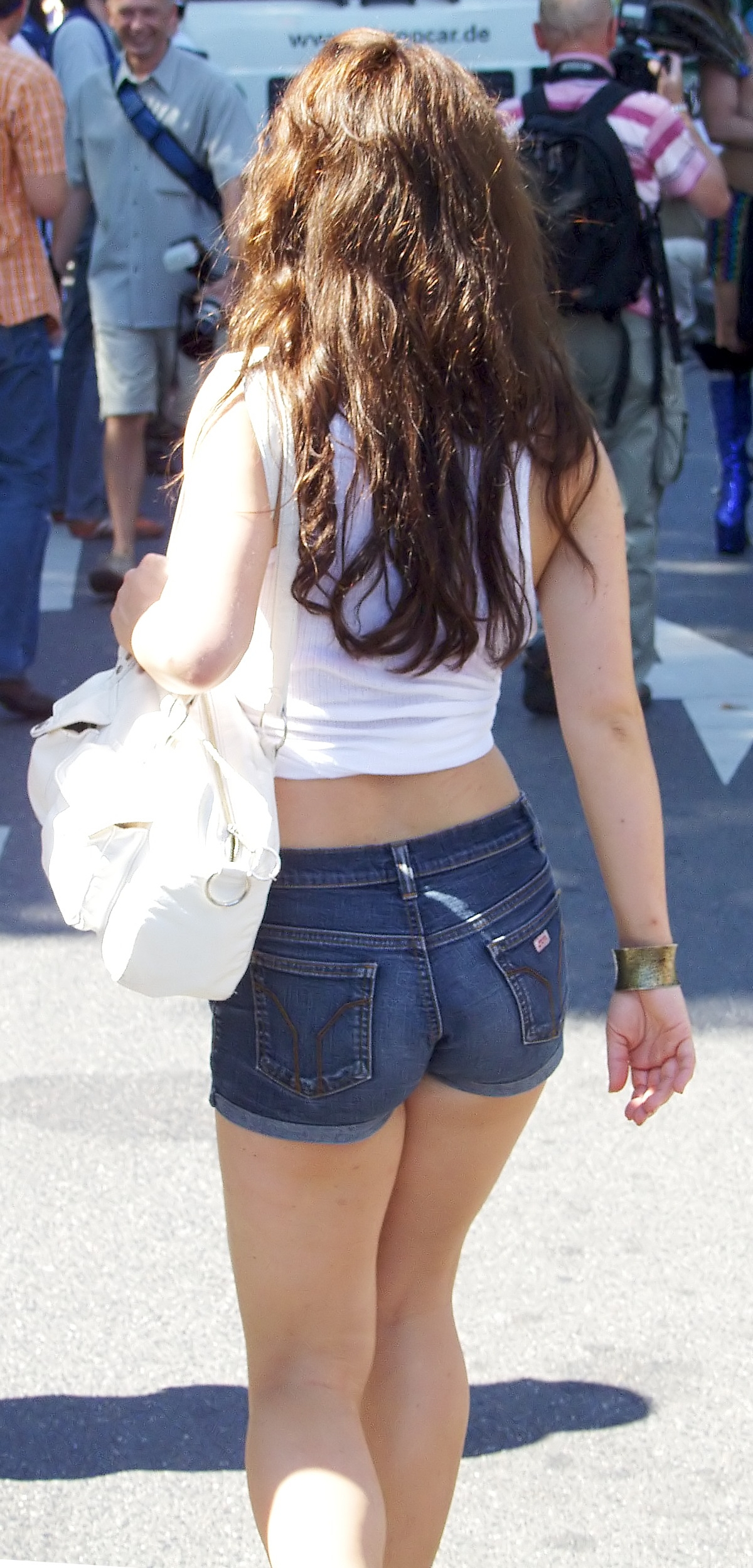
デニムのショーツ（ホットパンツ）
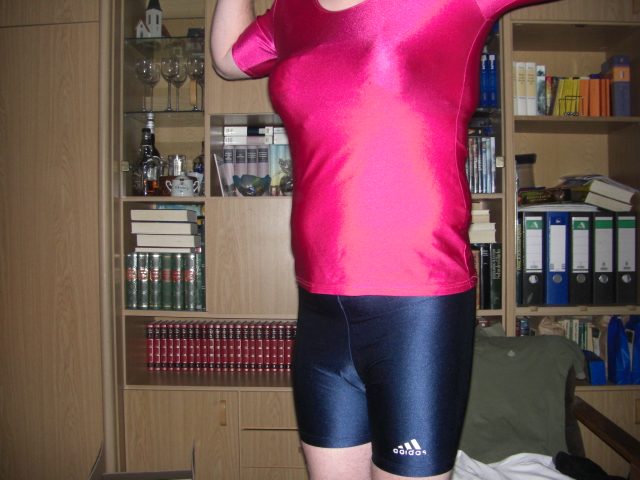
サイクリングショーツ
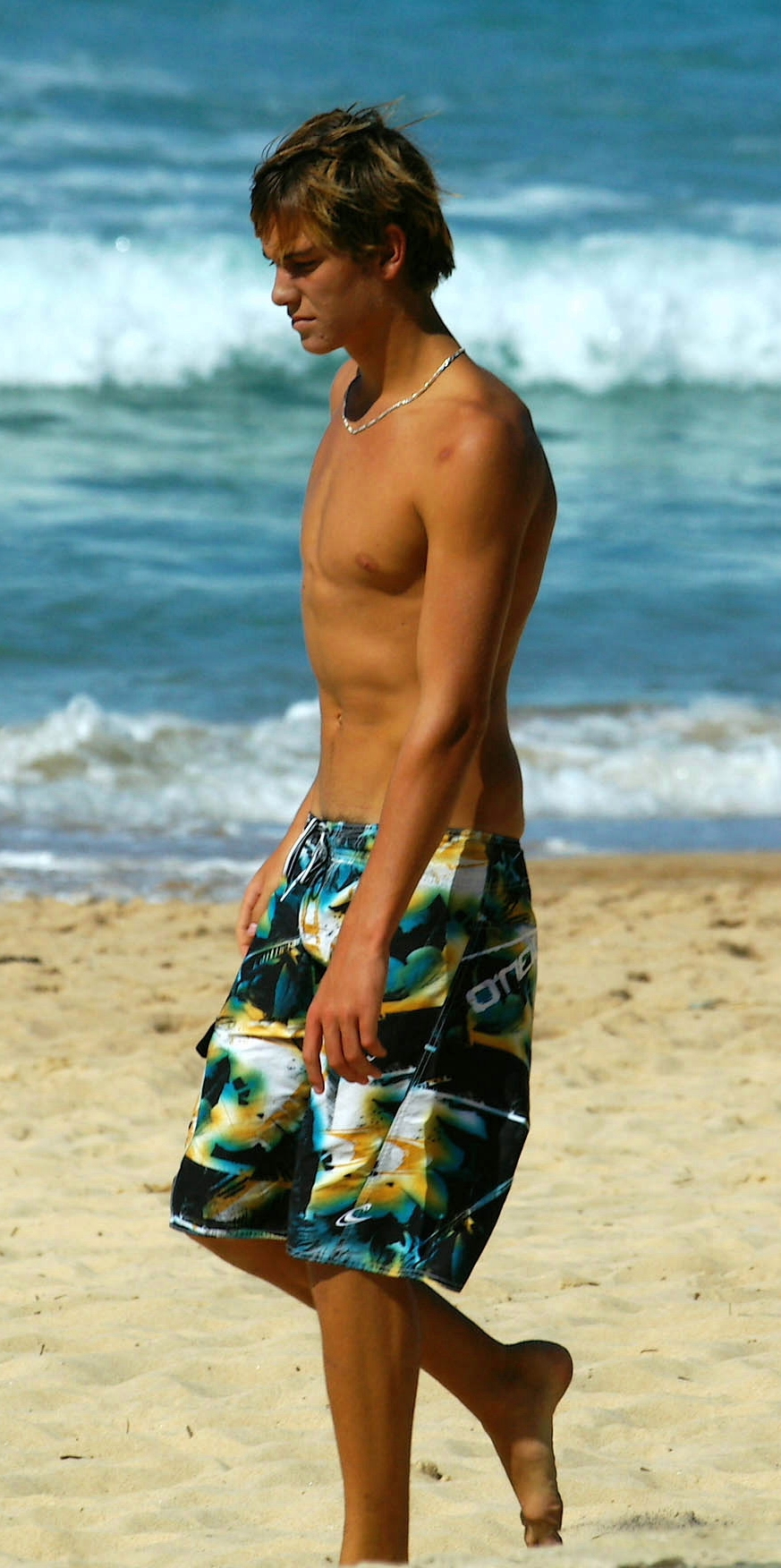
ボードショーツ
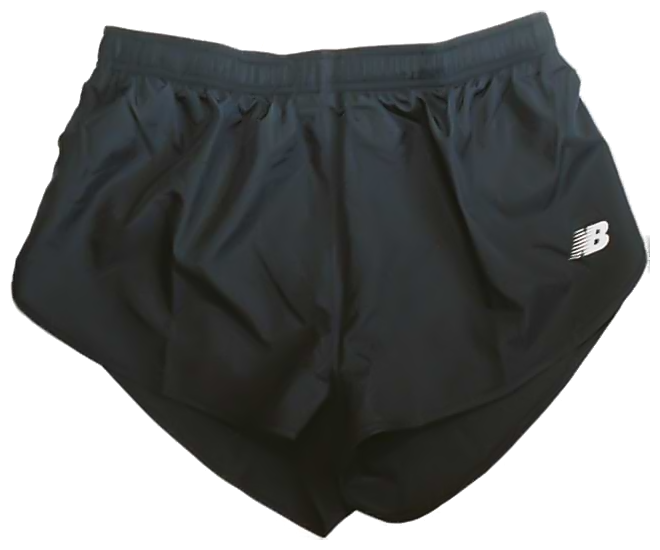
ランニングショーツ（ジョギングパンツ）
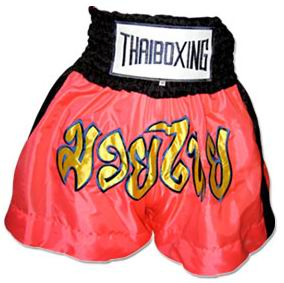
ボクサーショーツ
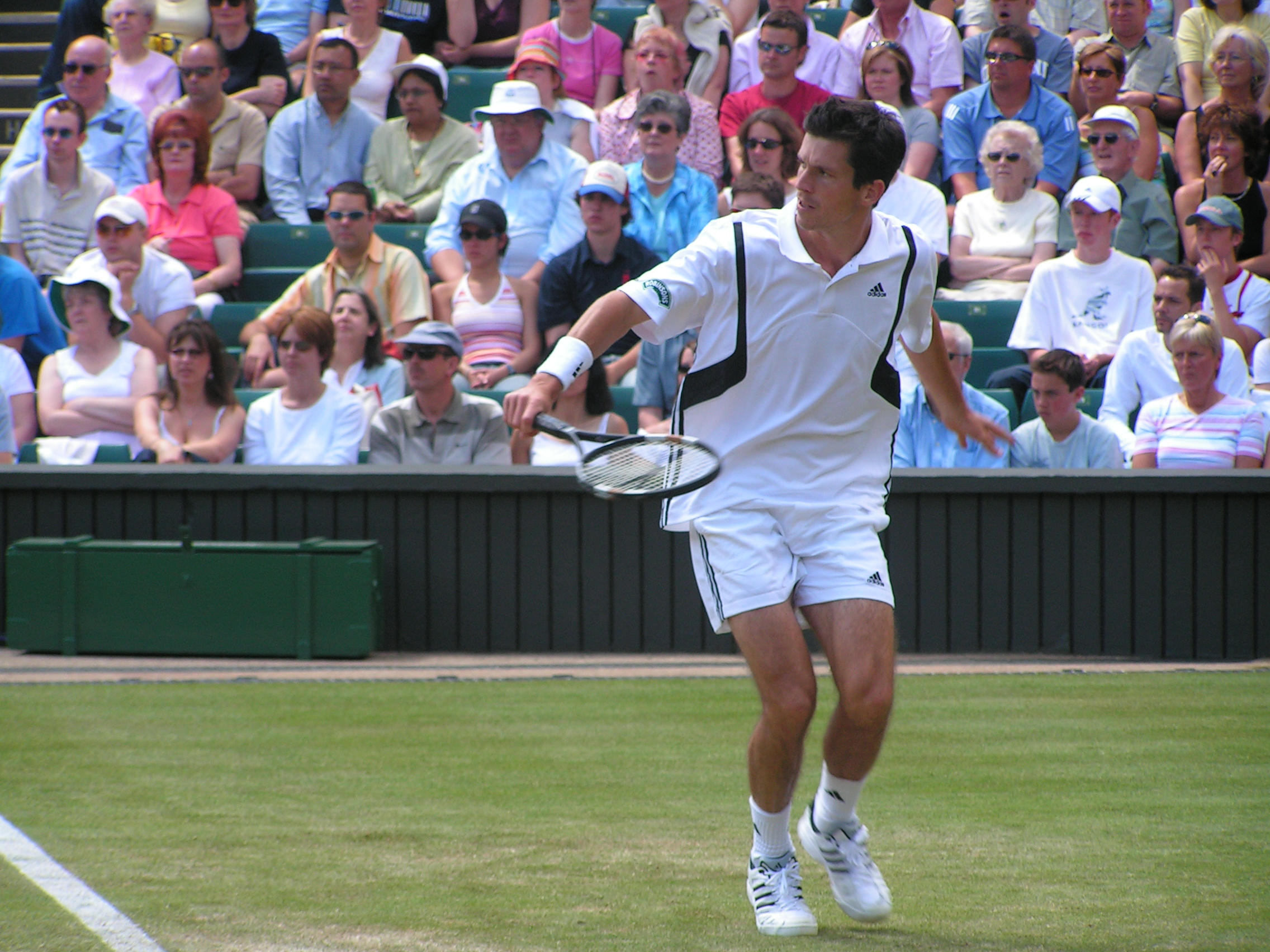
オースチンショーツ